# Артури Виртанен
Артури Илмари Виртанен (на фински: Artturi Ilmari Virtanen) е финландски химик, носител на Нобелова награда за химия за 1945 година.

## Биография
Роден е на 15 януари 1895 година в Хелзинки, Финландия. Започва магистратурата си по химия през 1913 г. и в 1918 г. защитава докторска степен по органична химия. През 1919 г. започва да работи в лабораториите на Вальо, голям производител на млечни продукти, а през 1920 г. става директор на лабораторията. През 1923 г. в Швеция работи с Ханс фон Ойлер-Келпин, който е награден с Нобелова награда за химия през 1929 г. Обратно във Финландия той става преподавател в Хелзинкския университет през 1924 г., където е известен със своите лекции по химия на живота (биохимия). Работи в лабораторията за Асоциацията на износителите на масло, която се превръща в лаборатория на университета. През 1930 г. е основан Института за биохимия и Виртанен остава там до смъртта си през 1973 година. Той става професор по биохимия в Хелзингския технологичен университет през 1931 г. и в Университета на Хелзинки през 1939 година.
Умира на 11 ноември 1973 година на 78-годишна възраст.